# Rocks (canción de Primal Scream)
«Rocks» es una canción del grupo escocés Primal Scream. del cuarto álbum del grupo, Give Out But Don't Give Up. La canción fue lanzada como el primer sencillo el 28 de febrero de 1994 y alcanzó el número 7 en la lista UK Singles Chart, que actúa como un doble lado A con otra de las canciones de la banda, «Funky Jam». Juntos fueron los mejor clasificados de un solo Primal Scream hasta «Country Girl» en 2006.
Esta canción fue el primer indicio de cambio de estilo musical, en comparación con su último álbum, Screamadelica de 1991, que contó con inclinaciones de dance. «Rocks» (desde del álbum Give Out But Don't Give Up en general) contó con una estructura de rock clásico inspirada en la de artistas como The Rolling Stones y Rod Stewart and the Faces. Stewart más tarde, de hecho, versionar la canción sí mismo, la liberación en su álbum de 1998 When We Were the New Boys.
La introducción es de estilo similar a la drumbreak Dance to the Music de Sly & the Family Stone
La canción también apareció en un disco incluido con el lanzamiento del Reino Unido de Donkey Kong Country.

## Posicionamiento en listas
| Listas (1994)                             | Mejor posición |
| ----------------------------------------- | -------------- |
| UK Singles Chart                          | 7              |
| U.S. Billboard Alternative Songs          | 16             |
| U.S. Billboard Hot Mainstream Rock Tracks | 29             |